# Акан (держава)
Ака́н (Акан омани, Акан вождівства) — ранньополітичні державні утворення народів групи акан на території сучасних Гани та Кот-д'Івуару.
Утворення існували в XV–XIX століттях. Нараховувалось понад 100 вождівств (конфедерації Ашанті, Фанті тощо). Найдавніші серед держав — Боно, Адансі, Ассін, Денчира (Денк'єра), Г'янам (Г'яман, Джаман). Основу господарства складали видобуток золота, торгівля золотом, рабами, сіллю та горіхом коли.